# Список нобелівських лауреатів Ізраїлю
Починаючи з 1966 року, дванадцять ізраїльтян були удостоєні Нобелівської премії.

## Лауреати
| Рік  | Лауреат        | Лауреат            | Галузь                          |
| ---- | -------------- | ------------------ | ------------------------------- |
| 1966 |                | Шмуель Йосеф Агнон | Нобелівська премія з літератури |
| 1978 |                | Менахем Бегін      | Нобелівська премія миру         |
| 1994 |                | Шимон Перес        | Нобелівська премія миру         |
| 1994 | Іцхак Рабин    |                    | Нобелівська премія миру         |
| 2002 |                | Деніел Канеман     | Премія імені Нобеля з економіки |
| 2004 |                | Агарон Чехановер   | Нобелівська премія з хімії      |
| 2004 | Аврагам Гершко |                    | Нобелівська премія з хімії      |
| 2005 |                | Ісраель Ауманн     | Премія імені Нобеля з економіки |
| 2009 |                | Ада Йонат          | Нобелівська премія з хімії      |
| 2011 |                | Данієль Шехтман    | Нобелівська премія з хімії      |
| 2013 |                | Майкл Левітт       | Нобелівська премія з хімії      |
| 2013 | Арі Варшель    |                    | Нобелівська премія з хімії      |